# نورمان فريدريك نيس
نورمان فريدريك نيس (بالإنجليزية: Norman F. Ness) هو عالم فيزياء فلكية أمريكي، ولد في 15 أبريل 1933 في سبرينغفيلد في الولايات المتحدة.